# Фредерік Август Фойт
Фредерік Август Фойт (англ. Frederick Augustus Voigt) (9 травня 1892 — 8 січня 1957) — британськи журналіст та письменник німецького походження, найбільш відомим своєю роботою з «Manchester Guardian» і його протистоянням диктатурі та тоталітаризму на європейському континенті.

## Життя
Фойт народився в Гемпстеді, Лондон, 9 травня 1892 року, четвертою дитиною Людвіга Фойта (виноторговця) та його дружини Гелени Гофман. Його батьки народилися в Німеччині, але стали натуралізованими британськими підданими ще до його народження. Тому він ріс у багатомовній родині, проводив літні канікули у Франції та Німеччині і вільно розмовляв французькою та німецькою мовами.
Фойт здобув освіту в школі для хлопчиків Габердашерс Аске та коледжі Біркбек у Лондоні, де спочатку вивчав біологію, а потім відмовився від природничих наук заради літератури та сучасних мов. У 1915 році він закінчив Королівський коледж Лондона з першокласним дипломом з відзнакою зі стародавніх і сучасних германських мов і недовго працював шкільним учителем, викладаючи німецьку, французьку, ботаніку та зоологію в «Новій школі» в Ебботшолмі, Дербішир.
У 1916 році Фойт був призваний на військову службу в Першу світову війну і провів майже три роки в британській армії, два з них — на Західному фронті. Результатом цього досвіду стала його перша опублікована робота — книга спогадів про військову службу, заснована на щоденниках і листах з фронту, під назвою «Вичесаний» (Combed Out) (1920).
У травні 1919 року Фойт приєднався до рекламного відділу газети «Манчестер Гардіан», а наступного року редактор К. П. Скотт відрядив його асистентом берлінського кореспондента газети Дж. З 1920 по 1933 рік Фойт був кореспондентом «Манчестер Гардіан» у Німеччині, висвітлюючи політичні, соціальні та економічні умови за часів Веймарської республіки. Він з головою поринув у жваве культурне та соціальне життя Веймарської Німеччини і налагодив цінні контакти на всіх рівнях німецького суспільства, особливо з лівими силами німецької політики. У 1926 році він здійснив журналістський переворот, оприлюднивши інформацію про таємну співпрацю Рейхсверу та радянської військової влади, яка прямо суперечила військовим положенням Версальського договору, що спричинило серйозну внутрішню та дипломатичну кризу для німецького уряду.
Хоча Фойт мешкав у Берліні, він багато подорожував Німеччиною, висвітлюючи політичні та соціальні умови в провінціях, а також відвідував країни Центральної та Східної Європи, особливо цікавлячись політичною ситуацією в Польщі. Його особливий інтерес полягав у викритті політичних репресій і державного терору, і він викликав сенсацію своїми репортажами про польські напади на українську меншину на сході Польщі.
Фойт був одним із перших британських журналістів, хто звернув увагу на загрозу для Німеччини та Європи, яку становив націонал-соціалістичний (нацистський) рух, що зароджувався, і з 1930 року був непримиренним опонентом Гітлера та нацистів. Проте, як і багато британських інтелектуалів, він не зміг передбачити захоплення влади нацистами, впевнено прогнозуючи ще в грудні 1932 року, що німецькі ліві ніколи не дозволять нацистам прийти до влади.
У перші місяці 1933 року Фойт був переведений з Берліна до Парижа, а у вересні 1934 року повернувся до Лондона, де обійняв посаду дипломатичного кореспондента в «Манчестер Гардіан» — посаду, спеціально створену для нього. Однак він продовжував писати про Центральну та Східну Європу протягом 1930-х років і за допомогою німецьких емігрантів та швейцарського агента на ім'я Вольф створив конфіденційну мережу новин, яка зробила його одним з небагатьох надійних джерел інформації про те, що насправді відбувалося в Німеччині під час нацистського режиму.
У 1935—1939 роках Фойт вів щотижневі бесіди про міжнародні відносини на BBC, а з 1938 по 1946 рік був редактором журналу «Дев'ятнадцяте століття та після» (The Nineteenth Century and After), а з січня по червень 1939 року редагував інформаційний бюлетень «Стріла» (The Arrow). Його оцінка тоталітарних диктатур «Кесареве кесареві» (Unto Caesar) була опублікована в 1938 році і ознаменувала зміну в політичному мисленні Фойта. У січні 1940 року він залишив «Манчестер Гардіан», щоб приєднатися до Департаменту пропаганди у ворожих країнах, де працював німецьким радником у британському відділі психологічної війни.
У той час Фойт використовував свої контакти в Таємній службі розвідки, щоб допомогти своїй польській подрузі Христині Скарбек (згодом також відомій під псевдонімом Крістіна Гранвіль) подолати скептицизм британських офіційних осіб щодо її бажання допомогти військовим зусиллям. Згодом вона почала працювати під прикриттям у воєнний час в Управлінні спеціальних операцій, завоювавши славу своїми подвигами в Угорщині, Польщі та Франції.
Після Другої світової війни Фойт присвятив себе письменницькій діяльності і опублікував кілька книг про міжнародні відносини та європейську політику, зокрема Pax Britannica (1949) та «Грецький заколот» (The Greek Sedition) (1949).
Незважаючи на те, що Фойт не був традиційно привабливим з його рідким волоссям і товстими окулярами, він, здається, був чимось на кшталт «дамського угодника» і був одружений тричі. У 1926 році він одружився зі своєю колегою-журналісткою, американкою Маргарет Голдсміт (Margaret Goldsmith) (з якою він співпрацював над біографією Пауля фон Гінденбурга у 1930 році), але вона розлучилася з ним у 1935 році. Того ж року він одружився з угорською скрипалькою Янкою Радніц (Janka Radnitz), з якою мав доньку Евелін Елізабет, але згодом шлюб було розірвано. У 1944 році одружився з Енні Рейчел Беннетт (Annie Rachel Bennett).
Фойт мирно помер у лікарні в Гілфорді, графство Суррей, 8 січня 1957 року у віці 64 років. Під час своєї смерті він працював над продовженням «Кесареве Кесареві», яке мало називатися «На початку» (In the Beginning).

## Політичні погляди
Його колишній викладач у 1919 році описував Фойта як «першокласного і досить старомодного ліберала», і, як і належить німецькому кореспонденту ліволіберальної, хоча й безпартійної, газети, Фойт був поборником індивідуальної свободи та демократії. Він тісно співпрацював з багатьма лівими політиками Німеччини та Східної Європи у 1920-1930-х роках, був прихильником Веймарської республіки і виступав проти післявоєнного мирного врегулювання, яке вважав несправедливим і занадто жорстким. Він був переконаним і непримиренним противником несправедливості, застосування примусу і державного тероризму, журналістом-хрестоносцем, який викривав жорстокість і несправедливість щодо пригноблених народів і меншин Центральної та Східної Європи. Він також скептично ставився до здатності Ліги Націй вирішувати міжнародні суперечки.
Однак після захоплення влади нацистами Фойт розчарувався в німецьких лівих, які, на його думку, ганебно здалися перед обличчям нацистського тиску. Він почав розглядати дві домінуючі тоталітарні ідеології як перманентне зло і загрозу тогочасній європейській цивілізації, відійшов від свого колишнього наукового матеріалізму і повернувся до англіканства своєї молодості. Він почав розглядати фашизм/нацизм і комунізм як псевдорелігійні ідеології, які серйозно загрожували християнській цивілізації Європи, і яким можна було б протистояти лише тоді, коли західні демократії взяли на себе зобов'язання захищати цю цивілізацію.
Після Другої світової війни він став провідним представником того, що Джордж Орвелл назвав «неоторизмом», вважаючи збереження британської імперської влади безцінним оплотом проти комунізму і необхідним для створення і продовження міжнародного миру і політичної стабільності. Він також став запеклим критиком комуністичних виселень і вбивств німецьких громадян у Чехословаччині після війни, особливо у книзі 1953 року «Документи про виселення судетських німців» (Documents on the Expulsion of the Sudeten Germans), до якої він написав передмову.

## Головні праці
На додаток до своєї плідної журналістської діяльності у міжвоєнні роки, Фойт опублікував низку книг, серед яких том воєнних спогадів, переклади праць про німецьку політику та зовнішню політику, а також «Грецький заколот» (The Greek Sedition) — дослідження міжнародної ситуації на основі його візитів до післявоєнної Греції між 1946 та 1950 роками. Однак дві його головні праці — ключові для розуміння його пізніх політичних поглядів — це «Кесареве Кесареві» (Unto Caesar) (1938) і «Британський мир» (Pax Britannica) (1949).
Центральна теза «Кесареве Кесареві» полягає в тому, що комунізм і націонал-соціалізм були «революційними світськими релігіями, що виникли внаслідок зарозумілого прагнення людини перетворити релігійні обітниці безпосередньо на земну реальність» (Маркус Хаттнер). Фойт стверджує, що такі «світські релігії» становлять загрозу основам європейської цивілізації, намагаючись «віддати кесареве кесарю», і перемогти їх можна лише тоді, коли західні демократії, зокрема Велика Британія, піднімуться і активно захистять християнство і цивілізацію від тоталітарного наступу.
У «Британському мирі» (Pax Britannica) Фойт виклав свої погляди на те, як має бути влаштований післявоєнний світ, приділивши особливу увагу ролі, яку Британія повинна відігравати в новому світовому порядку. Він стверджував, що продовження британської імперської влади було необхідним, щоб зупинити хвилю комуністичних революцій і підтримувати мир і стабільність у так званому Третьому світі. Крім того, він вважав, що сильна Британія і реабілітована Німеччина необхідні для запобігання радянській експансії в Європі, і що британська зовнішня політика повинна мати три основні принципи: підтримка балансу сил в Європі, забезпечення незалежності всіх її сусідів і «збройна сила і готовність, за справедливої причини, воювати».

## Вплив
Фрідріх Гаєк цитує «Кесареве Кесарю» Фойта у «Шляху до рабства»:
марксизм призвів до фашизму і націонал-соціалізму, тому що, по суті, він і є фашизмом і націонал-соціалізмом. 